# Asparagus bucharicus
Asparagus bucharicus là một loài thực vật có hoa trong họ Măng tây. Loài này được Iljin mô tả khoa học đầu tiên năm 1935.